# Донська митрополія
Донська митрополія — митрополія Російської православної церкви на території Ростовської області. Об'єднує  Волгодонську, Ростовську і Шахтинську єпархії. Утворена постановою Священного синоду від 5 жовтня 2011.
Голова Донської митрополії має титул митрополит Ростовський і Новочеркаський. З моменту створення митрополії правлячим архієреєм є митрополит Меркурій (Іванов).